# Heterotrochalus macrophyllus
Heterotrochalus macrophyllus är en skalbaggsart som beskrevs av Moser 1918. Heterotrochalus macrophyllus ingår i släktet Heterotrochalus och familjen Melolonthidae. Inga underarter finns listade i Catalogue of Life.